# Szabó Lajos Mátyás
Szabó Lajos Mátyás (Nagykőrös, 1949. május 17. –) magyar történész, politológus, pedagógus, politikus, országgyűlési képviselő.
Kutatási területe a XX. századi közép- és kelet-európai politikai rendszerek, különösen Lengyelország és a volt Szovjetunió.

## Életpályája

### Iskolái
Az általános iskolát Kecskeméten és Kalocsán járta ki. Középiskolai tanulmányait Kecskeméten végezte; 1967-ben érettségizett a Katona József Gimnáziumban. A szegedi József Attila Tudományegyetem Bölcsészettudományi Karán folytatta tanulmányait, 1975-ben történelem-pedagógia szakos középiskolai tanári oklevelet szerzett. Közben 1969–1975 között kiegészítõ tanulmányokat folytatott az Eötvös Loránd Tudományegyetem Bölcsészettudományi Kar tudományos szocializmus szakán. 1990-ben az Eötvös Loránd Tudományegyetem Bölcsészettudományi Karán politikaelméleti témájú disszertációjával egyetemi doktori címet szerzett.

### Pályafutása
1972–1987 között az Express Utazási Iroda külső munkatársaként idegenvezetőként dolgozott. 1975–1976 között a kecskeméti Táncsics Mihály Fiúkollégium nevelőtanára volt. 1976–1981 között a Tudományos Ismeretterjesztő Társulat (TIT) városi szervezet titkára volt. 1981-től az Eötvös Loránd Tudományegyetem Állam- és Jogtudományi Kar tudományos szocializmus tanszékén, majd 1992-től politológia tanszékén tanít. 1984-től adjunktus a politológia tanszéken. 1993–1997 között a Nagybani Piac Rt. igazgatótanácsának tagja volt. 

### Politikai pályafutása
1980–1989 között az MSZMP tagja volt. 1989 óta az MSZP tagja. 1989–1990 között az MSZP budapesti alelnöke; 1990–1994 között budapesti elnöke volt. 1990-ben, 1998-ban, 2002-ben és 2006-ban országgyűlési képviselőjelölt volt. 1990–1992 között az országos elnökség tagja volt. 1990–1994 között a Fővárosi Közgyűlés tagja volt. 1994–1998 között országgyűlési képviselő (Budapest XVI. kerülete) volt. 1994–1998 között a Külügyi bizottság tagja volt. 1995-től a Magyar Atlanti Tanács tagja. 1998–2006 között Budapest XVI. kerületének polgármestere (1998–2002: MSZP-SZDSZ; 2002–2006: MSZP) volt. 2003-tól a Budapesti Külső Kerületek Önkormányzati Szövetségének elnöke. 2006-ban polgármesterjelölt (Kertvárosi Polgármester Klub) volt.

## Családja
Szülei Szabó Lajos és Sáfrán Judit (1928–2009) voltak. 1976-ban házasságot kötött Lehel Ágnes politológussal. Egy fiuk született: Áron Mátyás (1985–).

## Díjai
- Kiváló Oktató (1989)[5]
- a Lengyel Köztársaság Szolgálatáért Érdemrend Lovagkeresztje (1999)[6]